# Adriana Leon
Adriana Kristina Leon, född 2 oktober 1992 i Mississauga i Ontario, är en kanadensisk fotbollsspelare.
Hon blev olympisk guldmedaljör i fotboll vid sommarspelen 2020 i Tokyo.